# Platforma Krymska
Platforma Krymska (ukr. Кримська платформа, ang. Crimea Platform) – platforma międzynarodowa stworzona w 2021 z inicjatywy Ukrainy z zaproszonych państw i organizacji międzynarodowych poświęcona problematyce anektowanego i okupowanego przez Federację Rosyjską od 2014 Półwyspu Krymskiego. Platforma działa w formacie koordynacyjno-dialogowym na kilku poziomach: politycznym (szefowie państw i rządów, przedstawiciele organizacji międzynarodowych, ministrowie spraw zagranicznych i obrony), międzyparlamentarnym (komisje) i ekspertów pozarządowych.
Do udziału w rozmowach zaproszeni zostali liczni szefowie państw i rządów, przedstawiciele parlamentów oraz organizacji międzynarodowych. m.in. OBWE, ONZ, Rady Europy i NATO.
W ramach inicjatywy Ukraina wraz z partnerami międzynarodowymi pracuje nad kilkoma obszarami: zwiększeniem presji politycznej i dyplomatycznej na Federację Rosyjską, m.in. poprzez sankcje, przeciwdziałaniem naruszeniom praw człowieka, przeciwdziałaniem dezinformacji prowadzonej przez stronę rosyjską na rzecz wyciszenia problemu w percepcji międzynarodowej i utrzymania panującego status quo, a także przezwyciężaniem wyzwań związanych z bezpieczeństwem, gospodarką, ochroną środowiska. W ramach Platformy poruszane są też kwestie bezpieczeństwa w regionie Morza Czarnego, w obliczu postępującej militaryzacji półwyspu przez stronę rosyjską. Popierając inicjatywę Turcja zapowiedziała kontynuację współpracy z Ukrainą w dziedzinie obronności.
Plany powołania takiego formatu przygotowywano w Ministerstwie Reintegracji Tymczasowo Okupowanych Terytoriów Ukrainy. Po raz pierwszy koncepcja platformy została zaprezentowana na forum międzynarodowym we wrześniu 2020 podczas 75. sesji Zgromadzenia Ogólnego ONZ. Prezydent Ukrainy Wołodymyr Zełeński publicznie zaprosił partnerów międzynarodowych do przyłączenia się do międzynarodowej platformy na rzecz deokupacji Krymu oraz poparcia zaktualizowanej rezolucji w sprawie łamania praw człowieka na zaanektowanym półwyspie. 26 lutego 2021 prezydent Zełeński podpisał Dekret w sprawie strategii deokupacji i reintegracji czasowo okupowanego terytorium Autonomicznej Republiki Krym i miasta Sewastopol. Jego postanowieniem powołano m.in. Komitet Organizacyjny, którego celem będzie przygotowanie i przeprowadzenie szczytu Platformy Krymskiej. Przewodniczącym Komitetu Organizacyjnego został minister spraw zagranicznych Ukrainy Dmytro Kułeba. Odpowiedzialna za koordynację prac Platformy jest pierwsza wiceminister spraw zagranicznych Ukrainy Emine Dżaparowa.
O problemach Krymu przypominają Tatarzy krymscy poddawani przez nowe władze dotkliwym represjom. Ich głos słabo przebijał się do międzynarodowej opinii publicznej, której uwaga do 2022 skupiała się na sytuacji w Donbasie. Celem Platformy jest skonsolidowanie sprzeciwu społeczności międzynarodowej wobec bezprawnej w świetle prawa międzynarodowego aneksji Autonomicznej Republiki Krymu i miasta wydzielonego Sewastopol oraz jakichkolwiek działań rosyjskich na terenie okupowanego półwyspu.
Do udziału w inicjatywie została zaproszona Rosja. Rzeczniczka MSZ Marija Zacharowa oświadczyła, że strona rosyjska weźmie udział w Platformie wyłącznie, jeśli będą tam omawiane problemy półwyspu Krymskiego, takie jak wznowienie połączenia transportowego i dostaw wody. Kreml niejednokrotnie podkreślał, że kwestia powrotu Krymu nie podlega negocjacjom. Jak zaznaczył tzw. stały przedstawiciel Krymu przy prezydencie Rosji Georgij Muradow, główny cel tworzonej „Krymskiej Platformy” to pragnienie zaostrzenia atmosfery wokół półwyspu.

## Szczyty Platformy Krymskiej

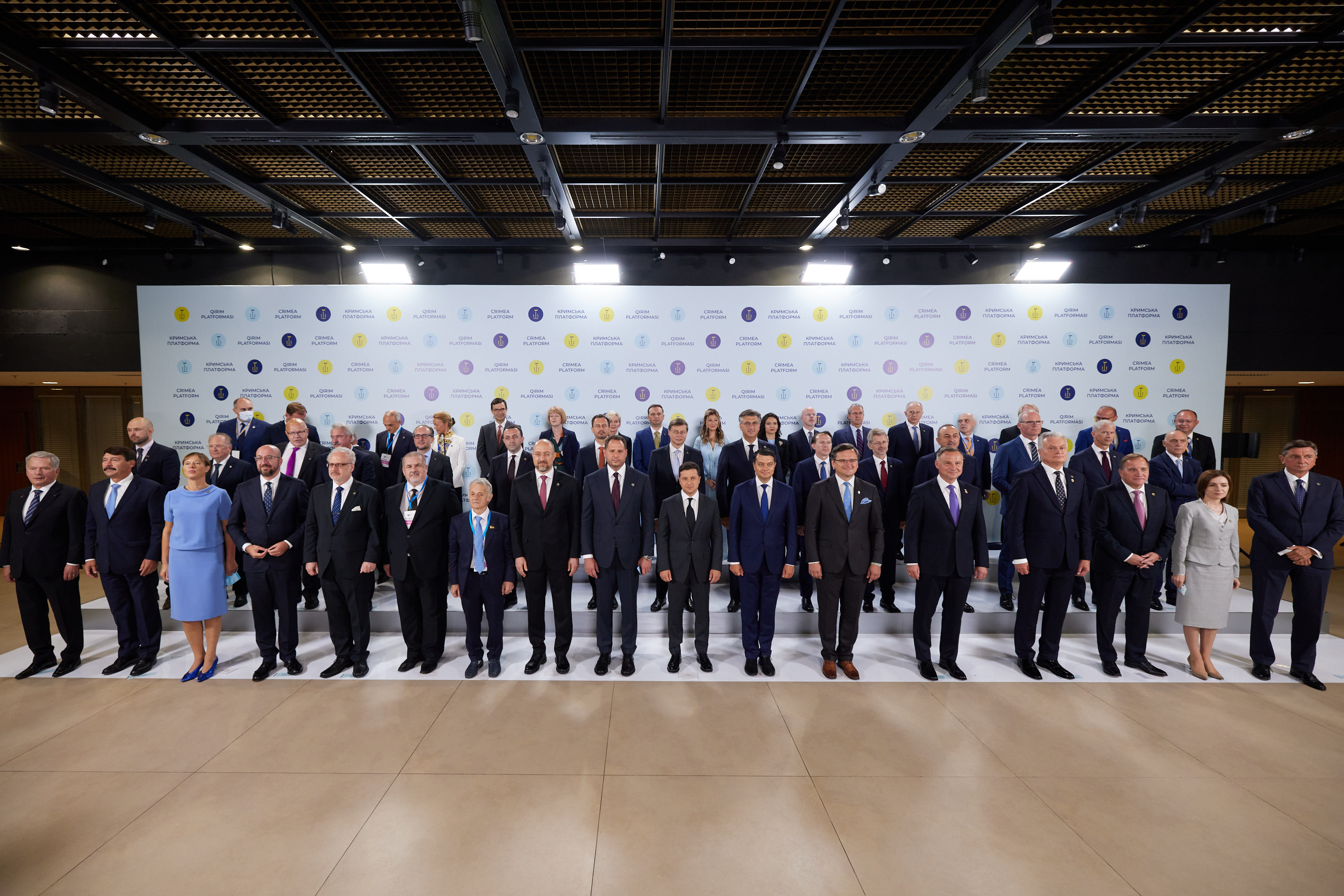
Uczestnicy I szczytu Platformy Krymskiej (2021)

Pierwszy Szczyt w ramach Platformy odbył się w Kijowie, w przeddzień 30. rocznicy niepodległości Ukrainy, 23 sierpnia 2021. Uczestnicy podpisali wspólną deklarację, w której m.in. zawarto stwierdzenie o nieuznawaniu przez sygnatariuszy bezprawnej aneksji Krymu przez Federację Rosyjską. Deklarację poprzez swych przedstawicieli podpisało 46 krajów i instytucji międzynarodowych. Podczas inauguracyjnego szczytu na szczeblu prezydentów reprezentowane były: Łotwa, Litwa, Estonia, Polska, Słowacja, Węgry, Mołdawia, Słowenia, Finlandia. Obecny był przewodniczący Rady Europejskiej Charles Michel, a także szefowie rządów Rumunii i Chorwacji, ministrowie spraw zagranicznych Austrii i Bułgarii oraz przedstawiciel czeskiego parlamentu. Polskę reprezentował prezydent Andrzej Duda. Deklaracja pozostaje otwarta dla przyszłych sygnatariuszy.
Drugi szczyt Platformy miał miejsce w Kijowie 23 sierpnia 2022.
24-25 października 2022 odbył się w Zagrzebiu szczyt Platformy na poziomie przewodniczących parlamentów.

## Członkowie – Uczestnicy
- Łotwa
- Litwa
- Estonia
- Polska
- Słowacja
- Węgry
- Mołdawia
- Słowenia
- Finlandia
- Rumunia
- Gruzja
- Chorwacja
- Szwecja
- Szwajcaria
- Czechy
- Turcja
- Francja
- Niemcy
- Hiszpania
- Włochy
- Belgia
- Luksemburg
- Austria
- Holandia
- Irlandia
- Dania
- Bułgaria
- Czarnogóra
- Macedonia Północna
- Wielka Brytania
- Portugalia
- Stany Zjednoczone
- Norwegia
- Nowa Zelandia
- Malta
- Japonia
- Australia
- Cypr
- Kanada
- Grecja
- Islandia
- Albania
- NATO
- Unia Europejska
- Rada Europy
- GUAM